# Шоо
Шоо (фр. Chooz) насеље је и општина у североисточној Француској у региону Шампањ-Арден, у департману Ардени која припада префектури Шарлвил Мезјер.
По подацима из 2011. године у општини је живело 768 становника, а густина насељености је износила 58,72 становника/km². Општина се простире на површини од 13,08 km². Налази се на средњој надморској висини од 150 метара.

## Демографија
| 1962. | 1968. | 1975. | 1982. | 1990. | 1999. | 2011. |
| ----- | ----- | ----- | ----- | ----- | ----- | ----- |
| 630   | 655   | 809   | 802   | 803   | 749   | 768   |

График промене броја становника у току последњих година